# بيرت باكاراك
بيرت باكاراك (بالإنجليزية: Burt Bacharach)‏ عازف بيانو أمريكي وملحن وموزع موسيقي.
ولد باكاراك بمدينة كانزاس سيتي، ميزوري في 12 مايو 1928م، ودرس الموسيقى بجامعة مكغيل، وبعد أن أنهى خدمته العسكرية عمل كعازف للبيانو منفردا وفي بعض الأحيان في فرق بعض المغنيين أمثال ستيف لورانس والأخوة إيمس وبوليت ستيوارت التي أصبحت فيما بعد زوجته الأولى.
في عام 1957 تعرف باكاراك على مؤلف الأغاني هال ديفيد لتبدأ شراكتهما في كتابة الأغاني، وبعد لقاءهما بعام سنحت لهما الفرصة للشهرة بعدما حصلت أغنيتهما «قصة حياتى» التي غناها مارتي روبينز لتسجيلات كولومبيا على المركز الأول، لاحقا وفي نهاية العام سجل بيري كومو أغنية «لحظات سحرية» التي ألف كلماتها هال ووضع موسيقها باكاراك لتحصل على المركز الرابع في الولايات المتحدة الأمريكية والمركز الأول في إنجلترا.
وفي بدايات عام 1960 كان باكاراك قد كتب ما يقارب مائة أغنية مع هال ديفيد، كما وضع باكاراك الموسيقى التصويرية لفيلم «كازينو رويال» عام 1967م

## وصلات خارجية
- بيرت باكاراك على موقع IMDb (الإنجليزية)
- بيرت باكاراك على موقع الموسوعة البريطانية (الإنجليزية)
- بيرت باكاراك على موقع روتن توميتوز (الإنجليزية)
- بيرت باكاراك على موقع مونزينجر (الألمانية)
- بيرت باكاراك على موقع ألو سيني (الفرنسية)
- بيرت باكاراك على موقع ميوزك برينز (الإنجليزية)
- بيرت باكاراك على موقع أول موفي (الإنجليزية)
- بيرت باكاراك على موقع قاعدة بيانات برودواي على الإنترنت (الإنجليزية)
- بيرت باكاراك على موقع قاعدة بيانات الأفلام السويدية (السويدية)
- بيرت باكاراك على موقع إن إن دي بي (الإنجليزية)